# فرانسوا بورد
فرانسوا بورد (فرانسوی: François Borde‎; ۸ دسامبر ۱۸۹۹ – ۱۵ دسامبر ۱۹۸۷) بازیکن راگبی ۱۵ نفره اهل فرانسه بود.